# Doña Diabla
Doña Diabla es una obra de teatro en tres actos de Luis Fernández Ardavín, estrenada en 1925. Algunos críticos la consideran inspirada en el cuento de Guy de Maupassant, La Casa Tellier, pero en realidad tiene muchas más concomitancias con el relato del autor francés, titulado Yvette.

## Argumento
Doña Angelita es conocida por todos como Doña Diabla por sus dotes para embaucar caballeros en línea directa con la clásica Celestina. A casa de Doña Angelita llega su hija procedente de un colegio de monjas, inocente y desconocedora de las aficiones de su madre. Sin embargo también ella, contaminada por el ambiente, se deja seducir por un joven de inciertas intenciones. Doña Angelita, horrorizada ante l, dispara sobre el joven, para evitar que se consume la fuga.

## Estreno
- Teatro La Latina, Madrid, 17 de marzo de 1925.
  - Intérpretes: María Guerrero (Doña Diabla), María Guerrero López, Carmen Larrabeiti, Fernando Díaz de Mendoza y Guerrero, Juan Beringola.

## Reposición
- Teatro Goya, Madrid, 8 de julio de 1960.
  - Intérpretes: Társila Criado, Juan Beringola, Carmen Rossi, Lucía Moncó, Ascensión Ortiz, Enrique Navarro.

## Cine
En 1950 se filmó en México, la versión cinematográfica de Doña Diabla, dirigida por Tito Davison y protagonizada por María Félix.